# Lista siturilor arheologice din județul Brașov - T
Lista siturilor arheologice din județul Brașov - T conține toate siturile arheologice din județul Brașov înscrise în Repertoriul Arheologic Național (RAN) și aflate în localități al căror nume începe cu litera T. RAN este administrat de Ministerul Culturii și Patrimoniului Național și cuprinde date științifice, cartografice, topografice, imagini și planuri, precum și orice alte informații privitoare la zonele cu potențial arheologic, studiate sau nu, încă existente sau dispărute.
Puteți căuta un sit din localitățile care încep cu litera T folosind formularul de mai jos sau puteți naviga prin toate siturile din județ la Lista siturilor arheologice din județul Brașov.
| Cod RAN                               | Denumire | Localitate                      | Adresă         | Datare                                     | Descoperit | Coordonate                                    | Imagine           | Erori            |
| ------------------------------------- | --- | ------------------------------- | -------------- | ------------------------------------------ | ---------- | --------------------------------------------- | ----------------- | ---------------- |
| 42067.01.01 (Cod LMI: BV-I-s-A-11291) | Situl arheologic de la Teliu - "Dealul Cetății" / ansamblu anonim (Categorie: fortificație) (Tip: Fortificație)           | sat Teliu, comuna Teliu         | Dealul Cetății | dacică sec. I a. Chr. - I p. Chr.          |            | 45°42′02″N 25°51′46″E / 45.70055°N 25.86278°E | Încărcați imagine | Raportați eroare |
| 42067.01.02 (Cod LMI: BV-I-s-A-11291) | Situl arheologic de la Teliu - "Dealul Cetății" / ansamblu anonim (Categorie: fortificație) (Tip: Așezare)                | sat Teliu, comuna Teliu         | Dealul Cetății | Wietenberg                                 |            | 45°42′02″N 25°51′46″E / 45.70055°N 25.86278°E | Încărcați imagine | Raportați eroare |
| 42067.01.03 (Cod LMI: BV-I-s-A-11291) | Situl arheologic de la Teliu - "Dealul Cetății" / ansamblu anonim (Categorie: fortificație) (Tip: Așezare)                | sat Teliu, comuna Teliu         | Dealul Cetății | Schneckenberg                              |            | 45°42′02″N 25°51′46″E / 45.70055°N 25.86278°E | Încărcați imagine | Raportați eroare |
| 42067.01.04 (Cod LMI: BV-I-s-A-11291) | Situl arheologic de la Teliu - "Dealul Cetății" / ansamblu anonim (Categorie: fortificație) (Tip: Așezare)                | sat Teliu, comuna Teliu         | Dealul Cetății | Monteoru                                   |            | 45°42′02″N 25°51′46″E / 45.70055°N 25.86278°E | Încărcați imagine | Raportați eroare |
| 42067.01.05 (Cod LMI: BV-I-s-A-11291) | Situl arheologic de la Teliu - "Dealul Cetății" / ansamblu anonim (Categorie: fortificație) (Tip: Așezare)                | sat Teliu, comuna Teliu         | Dealul Cetății | Coțofeni                                   |            | 45°42′02″N 25°51′46″E / 45.70055°N 25.86278°E | Încărcați imagine | Raportați eroare |
| 42067.01.06 (Cod LMI: BV-I-s-A-11291) | Situl arheologic de la Teliu - "Dealul Cetății" / ansamblu anonim (Categorie: fortificație) (Tip: Așezare)                | sat Teliu, comuna Teliu         | Dealul Cetății |                                            |            | 45°42′02″N 25°51′46″E / 45.70055°N 25.86278°E | Încărcați imagine | Raportați eroare |
| 42067.01.07 (Cod LMI: BV-I-s-A-11291) | Situl arheologic de la Teliu - "Dealul Cetății" / ansamblu anonim (Categorie: fortificație) (Tip: Așezare)                | sat Teliu, comuna Teliu         | Dealul Cetății |                                            |            | 45°42′02″N 25°51′46″E / 45.70055°N 25.86278°E | Încărcați imagine | Raportați eroare |
| 42085.01.01 (Cod LMI: BV-I-s-B-11292) | Așezarea din epoca migrațiilor de la Ticușu Vechi - "Livadă" / ansamblu anonim (Categorie: locuire civilă) (Tip: Așezare) | sat Ticușu Vechi, comuna Ticușu | Livadă         | Sântana de Mureș - Cerneahov sec. III - IV |            |                                               | Încărcați imagine | Raportați eroare |
| 42067.02.01                           | Descoperiri neolitice la Teliu / ansamblu anonim (Categorie: neprecizată) (Tip: neprecizat)                               | sat Teliu, comuna Teliu         |                |                                            |            |                                               | Încărcați imagine | Raportați eroare |
| 40848.01.01                           | Situl arheologic de la Toarcla- Între Șanțuri / ansamblu anonim (Categorie: locuire civilă) (Tip: Așezare)                | sat Toarcla, comuna Cincu       | Între Șanțuri  |                                            |            |                                               | Încărcați imagine | Raportați eroare |
| 40848.01.02                           | Situl arheologic de la Toarcla- Între Șanțuri / ansamblu anonim (Categorie: locuire civilă) (Tip: Așezare)                | sat Toarcla, comuna Cincu       | Între Șanțuri  | Wietenberg                                 |            |                                               | Încărcați imagine | Raportați eroare |
| 40848.02.01                           | Situl arheologic de la Toarcla / ansamblu anonim (Categorie: locuire civilă) (Tip: Așezare)                               | sat Toarcla, comuna Cincu       |                |                                            |            |                                               | Încărcați imagine | Raportați eroare |
| 40848.02.02                           | Situl arheologic de la Toarcla / ansamblu anonim (Categorie: locuire civilă) (Tip: Așezare)                               | sat Toarcla, comuna Cincu       |                |                                            |            |                                               | Încărcați imagine | Raportați eroare |
| 40848.03.01                           | Mormântul celtic de la Toarcla / ansamblu anonim (Categorie: descoperire funerară) (Tip: mormânt)                         | sat Toarcla, comuna Cincu       |                | Celtică sec. IV                            |            |                                               | Încărcați imagine | Raportați eroare |
| 40848.03.01                           | Mormântul celtic de la Toarcla / complex mormânt (Categorie: descoperire funerară) (Tip: mormânt)                         | sat Toarcla, comuna Cincu       |                | sec. IV                                    |            |                                               | Încărcați imagine | Raportați eroare |
| 40848.04                              | Pinten de bronz roman de la Toarcla (Categorie: descoperire izolată) (Tip: obiect izolat)                                 | sat Toarcla, comuna Cincu       |                | sec. III                                   |            |                                               | Încărcați imagine | Raportați eroare |